# Galero

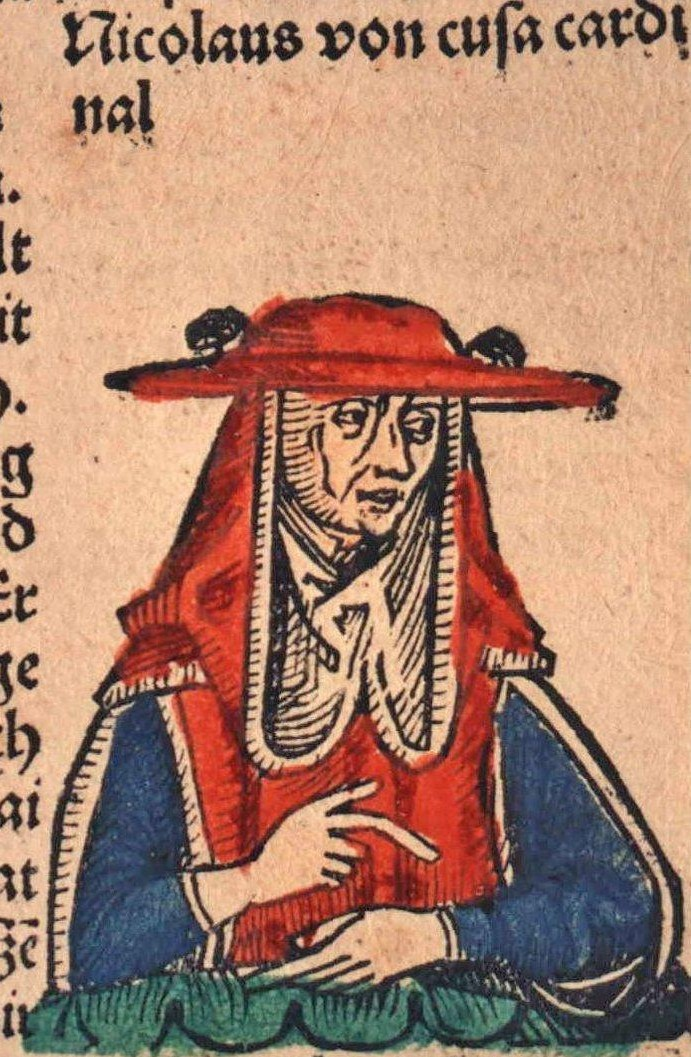
Filosoof en bisschop Nikolaus Cusanus met kardinaalshoed
Brixen (Tirol) ca. 1465

De Galero, afgebeeld boven het wapenschild van een kardinaal

Een galero is het hoofddeksel van een kardinaal, ook bekend als kardinaalshoed of prelatenhoed.
De galero heeft een grote ronde vlakke vorm en is voor kardinalen rood, aan de rand hangen 15 grote kwasten (fiocchi). De galero verwijst naar de diplomatieke status van de kardinaal als Prins van de Kerk. Het dragen van de galero werd na het Tweede Vaticaans Concilie, in 1969, afgeschaft. Sindsdien werd de galero ook niet meer uitgereikt aan nieuwe kardinalen. "Hij ontving een rode hoed" is daarna een uitdrukking gebleven voor iemands verheffing tot kardinaal.

## Geschiedenis
Iedere kardinaal kreeg bij zijn creatie deze kardinaalshoed. Dit gebruik werd afgeschaft met de instructies omtrent versoberde kledij van geestelijken (Ut sive sollicite) die op 31 maart 1969 door Amleto Giovanni Cicognani, de kardinaal-staatssecretaris, werd afgekondigd. Ze werden gepubliceerd in Acta Apostolicae Sedis. 
Kardinalen droegen vanouds een reishoed of galero. Deze hoed bleef zowel als kerkelijk heraldisch onderscheidingsteken als hoofddeksel bestaan, al is deze hoed in onbruik geraakt. Na de dood van de kardinaal wordt de kardinaalshoed in de kathedraal boven zijn graf gehangen. Volgens de overlevering verblijft de ziel van de overleden kardinaal zo lang in het vagevuur tot de galero vergaan is en uit zichzelf naar beneden valt.
Op 16e-eeuwse afbeeldingen ziet men dat het koord of snoer door twee openingen werd gestoken, die in de rand van de hoed, vlak naast de bol waren gemaakt. Om het wegglijden te voorkomen werd aan het eind van het koord een knoop gelegd of een kwast gemaakt. De afhangende delen van het koord dienden oorspronkelijk onder de kin te worden vastgeknoopt. Pas in de 17e eeuw ziet men afbeeldingen, waarop een aantal kwasten van de rand afhangen, verschillend naar het ambt en waardigheid van de drager. De ordening van de kwasten is dan van boven naar onder: 1-2-3-4-5, dus samen 15 (voor een kardinaal), 10 voor een aartsbisschop, 6 voor een bisschop, enzovoort. De kleur is dan in overeenstemming met de kleding.

## Heraldiek
Als heraldisch teken komt de galero (met kwasten in dezelfde kleur) in de Rooms-Katholieke Kerk voor in het groen voor de patriarch en de bisschop, paars voor de Ereprelaat van Zijne Heiligheid en zwart voor de gewone geestelijkheid. Verder zijn er varianten van kleuren van hoed en kwasten. Ook komt de galero voor in de heraldiek van de Engelse staatskerk en de Orde van Malta. Zie hiervoor de Kerkelijke heraldiek.

## Functie en attribuut
De galero wordt afgebeeld boven het wapenschild van een kardinaal, het verwijst naar de functie van zijn drager. Bisschoppen en priesters hadden een soortgelijke hoed, maar met minder kwasten. De galero werd sinds 1967 niet meer door de paus Paulus VI aan nieuwbenoemde kardinalen uitgereikt. In 1969 schafte hij het dragen van de hoed af. De hoed kon nog wel worden aangeschaft.
Een kardinaalshoed en een leeuw aan zijn voeten zijn attributen van de H. Hiëronymus. De hoed tezamen met een franciscaanse pij behoren bij  Bonaventura.

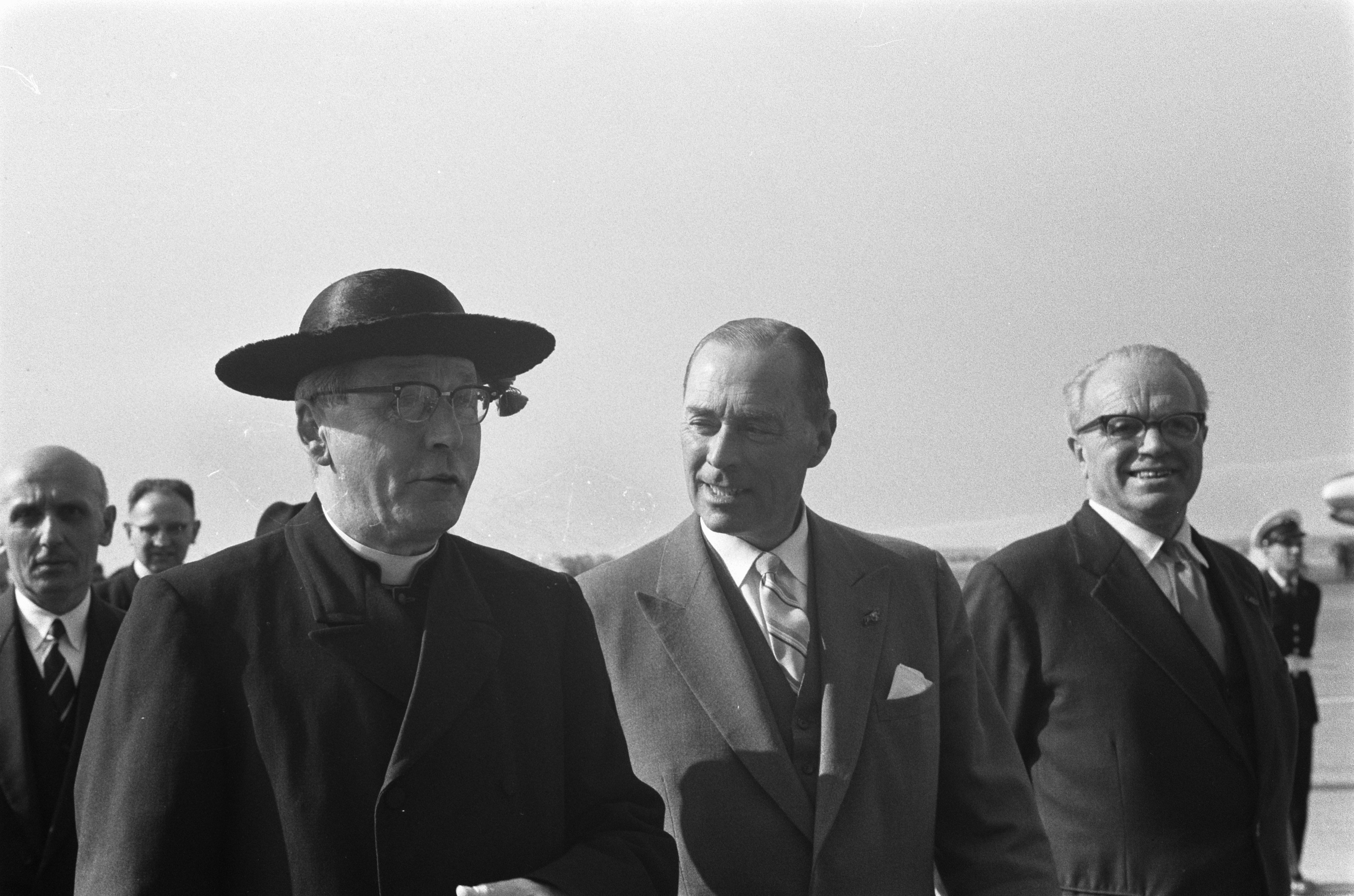
Anefo 911-1552. Aankomst Kardinaal Alfrink in Rome (1960)

## Eenvoudige variant
De kleinere eenvoudige variant van de galero is de Cappello romano of saturno die gebruikt wordt voor kleine ceremoniën of voor nuttig doel zoals bescherming tegen de zon. De paus draagt de saturno in rood of wit. Alle andere geestelijken in zwart met verschillend gekleurde randen met of zonder kwast. Kardinaal Alfrink droeg er in 1960 een bij aankomst in Rome.
Door zijn ronde vorm en brede rand doet de hoed denken aan de ringen van Saturnus.

## Weg

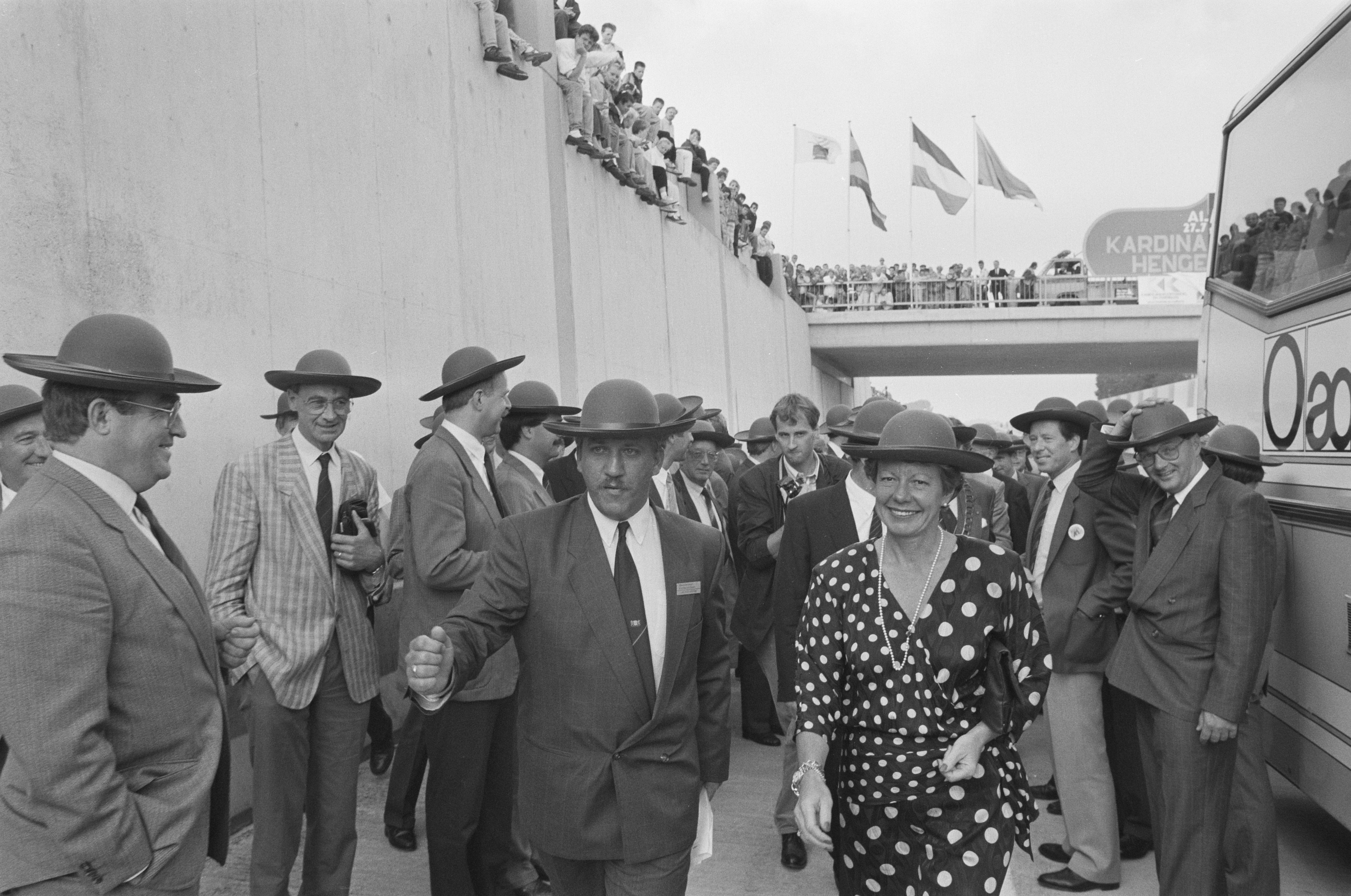
Opening Kardinaalshoed in 1988

Kardinaalshoed is, vanwege de vorm, ook de bijnaam van het deel van Rijksweg 1 ten noorden van Hengelo. De bijnaam was al in gebruik voordat de weg werd aangelegd. Toen deze weg op 27 juli 1988 door Neelie Smit-Kroes geopend werd, droegen de genodigden dan ook een hoed in die vorm.